# Michael Carver
Richard Michael Power Carver, Baron Carver GCB CBE DSO & Spange MC (* 24. April 1915 in Bletchingley, Surrey; † 9. Dezember 2001 in Fareham, Hampshire) war ein britischer Feldmarschall und zuletzt Chef des Verteidigungsstabes (Chief of the Defence Staff) der Streitkräfte des Vereinigten Königreichs, der später zu einem entschiedenen Kritiker von Kernwaffen und der NATO wurde.

## Leben

### Verwendungen als Offizier, Zweiter Weltkrieg und Nachkriegszeit
Carver trat 1935 seinen Militärdienst im Royal Tank Corps an und fand dort in den nächsten Jahren seine Verwendungen als Offizier. Im Zweiten Weltkrieg war er zunächst in Nordafrika eingesetzt. 1943 wurde er Kommandeur des 1. Royal Tank Regiments, später dann einer Brigade der 7. Panzerdivision. Mit diesen Einheiten war Carver zunächst in Italien und später im Rahmen der Operation Overlord in der Normandie eingesetzt. Zuletzt wurde er im Juni 1944 nach Verleihung des zeitlich befristeten Dienstgrades eines Brigadegenerals (Temporary Brigadier) Kommandeur der in Nordwesteuropa eingesetzten 4. Panzerbrigade (Commanding, 4th Brigade) und behielt dieses Kommando bis Februar 1947. Am 1. März 1947 wurde er ins Versorgungsministerium (Ministry of Supply) versetzt und war dort zunächst stellvertretender Direktor und daraufhin zwischen dem 1. August und dem 31. Dezember 1947 Direktor für die Entwicklung von Kampffahrzeugen. Er wurde am 31. Januar 1948 zum Major befördert und war vom 1. April 1948 und dem 27. August 1950 Erster Technischer Stabsoffizier im Direktorium für Kampffahrzeuge im Versorgungsministerium. Im Anschluss war er zwischen dem 30. Mai 1951 und dem 29. November 1952 Assistierender Generalquartiermeister im Hauptquartier der Alliierten Landstreitkräfte in Mitteleuropa LANDCENT (Allied Land Forces Central Europe) sowie vom 11. Dezember 1952 bis zum 29. April 1954 Oberst im Generalstab des Obersten Hauptquartiers der Alliierten NATO-Streitkräfte in Europa SHAPE (Supreme Headquarters Allied Powers Europe), wobei er am 27. März 1954 zum Oberstleutnant (Lieutenant-Colonel) befördert wurde.
Nach seiner Beförderung zum Oberst (Colonel) am 17. Juni 1954 war Carver während des Mau-Mau-Krieges zwischen dem 21. Juni 1954 und dem 20. Oktober 1955 zunächst stellvertretender Chef des Stabes und wurde am 22. Oktober 1955 Chef des Stabes der in der Kronkolonie Kenia stationierten britischen Armeeeinheiten (Chief of Staff, East Africa Command) und hatte diese Funktion bis zum 9. November 1956 inne. Der zu dieser Zeit stattfindende Mau-Mau-Krieg führte jedoch letztlich dazu, dass Kenia 1963 seine Souveränität vom Vereinigten Königreich erhielt. Danach war er zwischen Februar 1958 und Dezember 1959 Direktor für Planungen des Heeres (Director of Army Plans) im Kriegsministerium (War Office) sowie von Januar 1960 bis September 1962 Kommandeur der 6. Infanteriebrigade (Commanding, 6th Infantry Brigade).

### Aufstieg zum General und Chef des Verteidigungsstabes
Michael Carver fungierte als Generalmajor (Major-General) von September 1962 bis August 1964 als Kommandeur der 3. Division (General Officer Commanding, 3rd Division) und wurde 1964 Kommandeur der United Nations Peacekeeping Force in Cyprus, kritisierte diese aber später als Behinderung des Fortschritts in Richtung einer politischen Lösung. Daraufhin fungierte er von Oktober 1964 bis Juni 1966 im Verteidigungsministerium des Vereinigten Königreichs (Ministry of Defence) als Direktor des Heeresstabes (Director of the Army Staff). Am 11. Juni 1966 wurde er zum Knight Commander des Order of the Bath nobilitiert und führte fortan das Adelsprädikat Sir.
Im Anschluss war Sir Michael Carver von Juli 1966 bis Februar 1967 Kommandeur der Landstreitkräfte im Kommando Fernost (General Officer Commanding-in-Chief, Far East Land Forces) in Singapur, ehe er anschließend von Februar 1967 bis März 1969 Oberkommandierender des Fernostkommandos war. Danach folgte von May 1969-February 1971 eine Verwendung als Kommandierender General des Südkommandos (General Officer Commanding-in-Chief, Southern Command) der British Army in Wilton (Wiltshire) im Range eines Generalleutnants (Lieutenant-General), wobei er in dieser Funktion zum General befördert wurde. Am 13. Juni 1970 wurde er zum Knight Grand Cross des Order of the Bath erhoben.
Im April 1971 erfolgte seine Ernennung zum Chef des Generalstabes der British Army (Chief of the General Staff), ehe er am 22. Oktober 1973 als Nachfolger von Admiral of the Fleet Sir Peter Hill-Norton Chef des Verteidigungsstabes der Streitkräfte des Vereinigten Königreichs wurde. Diese Verwendung hatte er drei Jahre inne und wurde am 24. Oktober 1976 von Marshal of the Royal Air Force Sir Andrew Humphrey abgelöst. Kurz darauf wurde er Residierender Kommissionär (Resident Commissioner) des Vereinigten Königreichs in Rhodesien und hatte dieses Amt von 1977 bis 1978 inne.

### Mitglied des Oberhauses und Kritiker von Kernwaffen und NATO
Nach seinem Ausscheiden aus dem aktiven Militärdienst wurde er 1977 mit dem Titel Baron Carver, of Shackleford in the County of Surrey, zum Life Peer erhoben und gehörte bis zu seinem Tode dem House of Lords an.
Baron Carver war später ein entschiedener Gegner von Kernwaffen und Mitglied der von der Regierung Australiens eingesetzten Canberra-Kommission für die Vernichtung von Nuklearwaffen (Canberra Commission on the Elimination of Nuclear Weapons), die 1996 einen Bericht über den Plan zur nuklearen Abrüstung veröffentlichte. Dazu führte er aus:
„Die zerstörende Wirkung von Nuklearwaffen ist so groß und deren Gebrauch so katastrophal, dass sie keinen militärischen Nutzen gegen einen vergleichbar ausgestatteten Gegner haben, außer dem Glauben, dass sie davon abhalten, dass ein solcher Gegner die Benutzung seiner Nuklearwaffen unterlässt. Deshalb würde ihre Beseitigung diese Rechtfertigung für ihre Beibehaltung entfernen. Ihr Einsatz gegen einen nicht mit Nuklearwaffen ausgestatteten Gegner ist politisch und moralisch unhaltbar, wie die Geschichte gezeigt hat.“
(‚The destructiveness of nuclear weapons is so great, and their use so catastrophic, that they have no military utility against a comparably equipped opponent other than the belief that they deter such an opponent from using his nuclear weapons. Therefore, their elimination would remove that justification for their retention. Their use against a non-nuclear opponent is politically and morally indefensible, as history has shown.‘)
Als Mitglied des Oberhauses lehnte er die Entscheidung ab, U-Boote der Trident-Klasse zu erwerben, eine Klasse von ballistischen Interkontinentalraketen, die von U-Booten abgefeuert werden und die dem Typ Submarine-launched ballistic missile (SBLM) angehören. In einer Debatte im Oberhaus über die Nuklearwaffen des Vereinigten Königreichs griff er 1997 die Regierung mit den Worten an:
„Wer soll durch eine Abschreckung abgeschreckt werden, auf die er sich selbst bezieht, und warum sollte er dies tun?“
(‚Who is supposed to be deterred by the deterrent to which she referred, and from doing what?‘)
Schließlich sah er auch die NATO kritisch. In einer anderen Debatte des Oberhauses forderte er die Abschaffung des Oberkommandos der NATO und führte dazu aus, dass dieses nur bestehe, um darüber zu täuschen, dass in Wirklichkeit die Vereinigten Staaten die alliierten Streitkräfte kommandiere.

## Veröffentlichungen
- War in Italy, 1943–1945, Pan Macmillan, 2004, ISBN 0-283-07294-6.